# Kościół Matki Bożej Łaskawej w Żabbar
Kościół parafialny i sanktuarium Matki Bożej Łaskawej (malt. Knisja Arċipretali u Santwarju tal-Madonna tal-Grazzja, ang. Parish Church and Sanctuary of Our Lady of Graces) – rzymskokatolicki kościół parafialny w Żabbar na Malcie, poświęcony Matce Bożej Łaskawej. Kościół oryginalnie zbudowano w latach 1641–1696 według projektu architekta doby Renesansu Tommasa Dingliego. Jego fasada, wyjątkowy przykład maltańskiej architektury barokowej, powstała w roku 1738 do projektu Giovanniego Bonavii. Kopuła przebudowana została w XIX wieku, po zniszczeniach podczas blokady Francuzów w latach 1798–1800; została powtórnie przebudowana w pierwszej połowie XX wieku według projektu Giuseppa Pace.

## Historia
Miejsce kultu, poświęcone Matce Bożej Łaskawej istniało w Żabbar od co najmniej od XVI wieku. W mieście utworzono parafię w roku 1615, istniejący kościół został zbudowany w latach 1641–1696, projekt wykonał architekt Tommaso Dingli. Główna nawa kościoła została ukończona w roku 1658, a stary kościół został zachowany jako zakrystia. Kościół został ozdobiony obrazem tytularnym, namalowanym przez Alessio Erardiego w roku 1715, zaś wnętrze zostało ukończone w roku 1723. Kościół został radykalnie zmodyfikowany w roku 1738, kiedy jego fasada została przebudowana w stylu barokowym do projektu lokalnego capomastro Giovanniego Bonavii. Poświęcenie kościoła nastąpiło 31 października 1784 roku. Budowla została okrzyknięta jako jeden z najlepszych przykładów maltańskiej architektury barokowej.

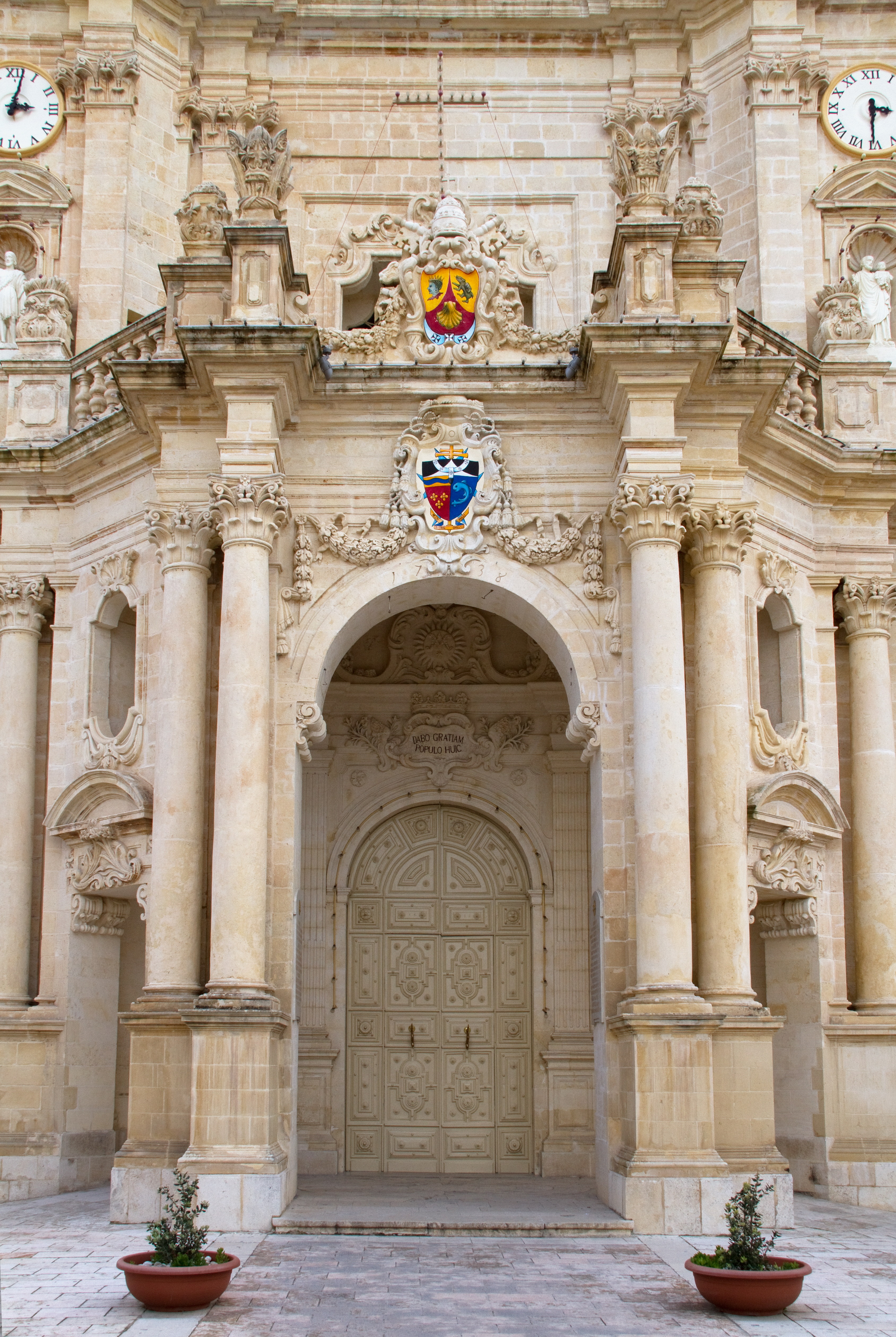
Portyk kościoła

W czasie blokady Francuzów w latach 1798–1800 Żabbar był w rękach powstańców maltańskich, i był wielokrotnie ostrzeliwany przez siły francuskie z pobliskich Cottonera Lines. Podczas jednego z ostrzałów, w listopadzie 1799 roku, kula armatnia trafiła w kopułę kościoła; zginęła wtedy kobieta przygnieciona spadającym gruzem. W międzyczasie maltańscy powstańcy zbudowali w pobliżu kościoła baterię artyleryjską, mającą na celu ostrzeliwanie francuskich pozycji. Po zakończeniu blokady kopuła kościoła, z powodu uszkodzenia, została kompletnie przebudowana, zaś prawa dzwonnica, która również poniosła szkody, została naprawiona w roku 1801.
W roku 1926 kopuła została przebudowana ponownie, dobudowane też zostały boczne kaplice, czego projektantem był Giuseppe Pace. W roku 1951 arcybiskup Mikiel Gonzi koronował tytularny obraz kościoła, a w roku 2001 arcybiskup Joseph Mercieca ozdobił obraz srebrnym diademem z dwunastoma gwiazdami.
Kościół zaliczony jest do zabytków narodowych 1. klasy, jest również ujęty na liście National Inventory of the Cultural Property of the Maltese Islands.

## Architektura
Kościół jest w kształcie krzyża łacińskiego z nawą główną oraz dwoma nawami bocznymi. Ma dwie dzwonnice z iglicami w kształcie piramid, dużą kopułę na skrzyżowaniu nawy i transeptu oraz po trzy mniejsze nad każdą z naw bocznych.
Fasada kościoła zawiera portyk z kolumnami, z prostokątnymi wgłębieniami, zwieńczony belkowaniem, gzymsem i balustradami. Fasada jest podzielona na trzy pionowe segmenty za pomocą płaskich pilastrów zwieńczonych korynckimi kapitelami. Są one następnie podzielone na poziomy, z których środkowy posiada trzy otwory, z oknem w centrum i figurami po bokach. W środkowym segmencie jest cokół ze zwojami oraz krzyż.

## Muzeum Sanktuarium w Żabbar

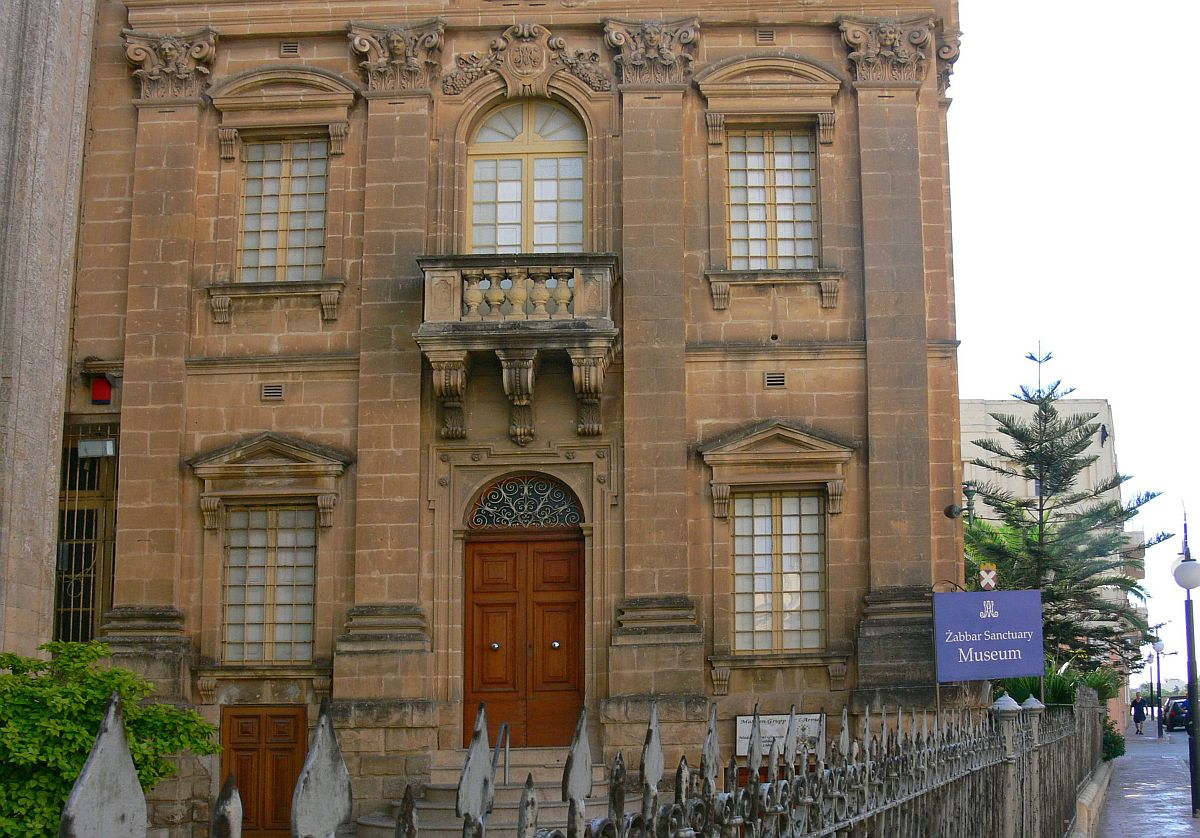
Muzeum Sanktuarium w Żabbar

W parafii Żabbar znajduje się muzeum, mieszczące się w specjalnie do tego celu postawionym budynku, przylegającym do kościoła. Muzeum powstało w roku 1954, i zawiera szereg artefaktów, tak religijnych, jak i świeckich. Jego najważniejsze zbiory obejmują kolekcję obrazów ex-voto, oferowanych Matce Bożej Łaskawej, dwa krzesła-lektyki, używane przez Wielkich Mistrzów w wiekach XVII i XVIII, oraz obrazy i inne dzieła sztuki, które wcześniej znajdowały się w Sanktuarium oraz innych kościołach i kaplicach w Żabbar.